# Adam Pomorski
Adam Pomorski (ur. 16 maja 1956 w Warszawie) – polski socjolog, historyk idei; doktor nauk humanistycznych (2011), tłumacz literatury pięknej z języka rosyjskiego, niemieckiego, angielskiego, białoruskiego i ukraińskiego, trzykrotny laureat Nagrody „Literatury na Świecie” (1983, 1985, 2008), eseista, krytyk literacki; prezes Polskiego PEN Clubu (2010-2022).

## Życiorys
Ukończył studia socjologiczne na Uniwersytecie Warszawskim. Tłumaczyć zaczął w latach 70., najpierw z rosyjskiego. W 1983 debiutował jako poeta. Po 1989 pracował w Instytucie Studiów Politycznych PAN. Od 1999 był wiceprezesem, a od 2010 do 2022 prezesem polskiego PEN Clubu. Od 2008 należy do jury Nagrody Mediów Publicznych w dziedzinie literatury pięknej COGITO. W 2011 uzyskał na Uniwersytecie Warszawskim stopnień doktora nauk humanistycznych w zakresie literaturoznawstwa na podstawie pracy Anna Achmatowa – „Drogą wszystkiej ziemi”. Poezja. Proza. Dramat. Był członkiem Stowarzyszenia Pisarzy Polskich do sierpnia 2020 roku.
Odznaczony Odznaką Honorową „Bene Merito” (2012). W 2020 odznaczony Krzyżem Kawalerskim Orderu „Za zasługi dla Litwy". 

## Nagrody i nominacje
- Nagroda „Literatury na Świecie”, 1983 (za Poezje wybrane W. Chlebnikowa), 1985 (za Szalej i inne wiersze I. Bunina),
- Nagroda Stowarzyszenia Tłumaczy Polskich, 1994 (za całokształt dorobku), 1999 (za Fausta J.W. Goethego)
- Nagroda Polskiego PEN Club, 1995 (za całokształt dorobku)[7].
- Nagroda Ministra Kultury, 2006
- Literacka Nagroda Europy Środkowej Angelus 2015 za przekład  Mezopotamii Serhija Żadana (wspólnie z Michałem Petrykiem)[8].
- nominacja do Nagrody Literackiej Gdynia 2018 za przekład książki Dół, Andrieja Płatonowa[9]

## Książki
- Sąd kapturowy (1983) - książkowy debiut poetycki
- Duchowy proletariusz: przyczynek do dziejów lamarkizmu społecznego i rosyjskiego kosmizmu XIX-XX wieku (na marginesie antyutopii Andrieja Płatonowa) (1996)
- Imperialna baba (2003)
- Sceptyk w piekle. Z dziejów ideowych literatury rosyjskiej (2004)

## Tłumaczenia
- Rustam Ibrahimbekow Miasteczko na południu i inne opowiadania (1979)
- Wielimir Chlebnikow Poezje wybrane (1982)
- Ilgiz Kaszafutdinow Szlachetna krew (1982)
- Konstantin Szczerbakow Wiek męski: szkice krytyczne i publicystyczne (1982)
- Siergiej Jesienin Inonia i inne wiersze (1984)
- Jewgienij Zamiatin My (1985) - pod pseudonimem Barbara Sentencja
- Aleksander Kuzniecow Na północ od Moskwy (1985)
- Iwan Bunin Szalej i inne wiersze (1985)
- Aleksy Riemizow Siostry krzyżowe (1985)
- Asar Èppel Sztorm (1985)
- Benedikt Liwszyc Półtoraoki strzelec (1995)
- Nikołaj Gumilow Zatruta tunika i inne wiersze (1997)
- Johann Wolfgang von Goethe Faust: tragedia (1999)
- Rainer Maria Rilke Liryki najpiękniejsze (2000)
- Konstantin Waginow Harpagoniada (2001)
- Georg Trakl Sebastian we śnie i inne wiersze (2001)
- Fiodor Dostojewski Bracia Karamazow (2004)
- Wielimir Chlebnikow Rybak nad morzem śmierci: wiersze i teksty 1917-1922
- Rainer Maria Rilke Osamotniony na szczytach serca (2006)
- Anna Achmatowa Drogą wszystkiej ziemi. Poezja. Proza. Dramat
- Thomas Stearns Eliot W moim początku jest mój kres (2007)
- Suplement poetycki ze współczesnej liryki białoruskiej (2008) - z Jerzym Litwiniukiem
- Uładzimier Arłoŭ Prom przez kanał La Manche: wiersze (2009)
- Fiodor Dostojewski Biesy (2010)
- Siergiej Jesienin Kamieniem strącam księżyc (2010)
- Osip Mandelsztam Nieograbiony i nierozgromiony. Wiersze i szkice (2011)
- Uładzimir Niaklajeu Poczta gołębia (2011).
- Andriej Płatonow Dół (2017)